# Карелички рејон
Карелички рејон (блр. Карэліцкі раён; рус. Кореличский район) административна је јединица другог нивоа на крајњем истоку Гродњенске области у Републици Белорусији.
Административни центар рејона је варошица Кареличи.

## Географија
Карелички рејон обухвата територију површине 1.093,66 км² и на 16. је месту по површини међу рејонима Гродњенске области. Граничи се са Навагрудским рејоном (Гродњенска област) на северу и западу, Стовпцовским и Њасвишким рејонима на истоку (Минска област) и Барановичким рејоном (Брестска област) на југу.
Рејон лежи у ниском равничарском подручју, природно мочварног карактера, и испресецан је густом речном мрежом река Њемен, Сервеч и Уша (и њихових мањих притока).

## Историја
Рејон је првобитно основан 15. јануара 1940. као Валевски са центром у селу Валевка, али је већ крајем исте године центар премештен у варошицу Кареличи. Крајем 1962. привремено је расформиран, да би поново био успостављен почетком 1965. године.

## Демографија
Према резултатима пописа из 2009. на том подручју стално је било насељено 24.130 становника или у просеку 22,06 ст/км².
| 1959.  | 1970.  | 1979.  | 1989.  | 1999.  | 2009.  |
| ------ | ------ | ------ | ------ | ------ | ------ |
| 51.455 | 47.276 | 41.013 | 34.057 | 31.816 | 24.130 |

Етнички ово је најхомогенији белоруски рејон у које основу популације чине Белоруси са 94,76%. Преостало становништво чине Руси (2,62%), Пољаци (1,55%) и остали (1,07%).
Административно, рејон је подељен на подручје две варошице Кареличи (који је уједно и административни центар рејона) и Мир и на 9 сеоских општина. На територији рејона постоји укупно 159 насељених места.

## Знаменитости рејона
На подручју рејона код варошице Мир налази се дворски комплекс из XVI века који се од 2000. године налази на Унесковој листи Светске баштине.